# Anne Fontaine
Anne Fontaine, nata Anne-Fontaine Sibertin-Blanc (Lussemburgo, 15 luglio 1959), è un'attrice e regista lussemburghese.

## Filmografia

### Attrice
- Tenere cugine (Tendres cousines), regia di David Hamilton (1980)
- Si ma gueule vous plaît..., regia di Michel Caputo (1981)
- P.R.O.F.S, regia di Patrick Schulmann (1985)
- Niente scandalo (Pas de scandale), regia di Benoît Jacquot (1999)
- La filière noire, regia di Jean-Daniel Simon (2021)

### Regista
- Les histoires d'amour finissent mal... en général (1992)
- Augustin (1994)
- L'@mour est à réinventer (1996)
- Nettoyage à sec (1997)
- Augustin, roi du kung-fu (1999)
- Comment j'ai tué mon père (2001)
- Nathalie... (2003)
- Entre ses mains (2005)
- Nouvelle chance (2006)
- La Fille de Monaco (2008)
- Coco avant Chanel - L'amore prima del mito (Coco avant Chanel) (2009)
- Il mio migliore incubo! (Mon pire cauchemar) (2011)
- Two Mothers (Adore) (2013)
- Gemma Bovery (2014)
- Agnus Dei (Les Innocents) (2016)
- Marvin (Marvin ou la belle éducation) (2017)
- Bianca come la neve (Blanche comme neige) (2019)
- Police (2020)
- Presidents (2021)
- Bolero (2024)